# Star Wars: Episod I – Det mörka hotet
Star Wars: Episod I – Det mörka hotet (engelska: Star Wars: Episode I – The Phantom Menace) är en amerikansk science fiction-film som hade biopremiär i USA 1999, skriven och regisserad av George Lucas. Det är den fjärde filmen att släppas i Star Wars-sagan, som efterföljare till originaltrilogin, samt den första filmen i sagan i kronologisk ordning. Det var även Lucas första produkt som filmregissör på 22 år, och endast hans andra totalt sett vad gäller Star Wars-filmerna.
Filmen följer Jedimästaren Qui-Gon Jinn och hans lärling Obi-Wan Kenobi, som eskorterar och skyddar drottning Amidala under deras resa från planeten Naboo till planeten Coruscant i hopp om att hitta en fredlig lösning på en omfattande interplanetarisk handelstvist. Filmen innehåller en ung Anakin Skywalker innan han blev en Jedi, och introduceras som en ung slavpojke som verkar vara ovanligt stark med Kraften och som måste brottas med Sithernas mystiska återkomst.

## Handling
Galaktiska republiken är i en period av nedgång. Som svar på en beskattning av handelsvägar organiserar Handelsfederationen en blockad av slagskepp runt planeten Naboo. Två Jediriddare, Qui-Gon Jinn (Liam Neeson) och hans lärling Obi-Wan Kenobi (Ewan McGregor), skickas för att förhandla med Handelsfederationens vicekung Nute Gunray (Silas Carson), i hopp om att lösa frågan. Men Darth Sidious beordrar armén att döda Jediriddarna och invadera Naboo med en armé av stridsdroider. De två Jediriddarna klarar sig med livet i behåll genom att smyga sig på ett landstigningsskepp och därigenom fly till Naboo.

## Rollista (i urval)
- Liam Neeson – Qui-Gon Jinn
- Ewan McGregor – Obi-Wan Kenobi
- Natalie Portman – Drottning Amidala/Padmé
- Jake Lloyd – Anakin Skywalker
- Ian McDiarmid – Senator Palpatine/Darth Sidious
- Pernilla August – Shmi Skywalker
- Anthony Daniels – C-3PO
- Kenny Baker – R2-D2
- Frank Oz – Yoda (röst och docka)
- Samuel L. Jackson – Mace Windu
- Ahmed Best – Jar Jar Binks
- Ray Park – Darth Maul
- Silas Carson – Nute Gunray/Ki-Adi-Mundi/Lott Dod
- Hugh Quarshie – Kapten Panaka
- Andrew Secombe – Watto (röst)
- Lewis MacLeod – Sebulba (röst)
- Terence Stamp – Kansler Valorum
- Brian Blessed – Boss Nass
- Greg Proops – Fode (röst)
- Scott Capurro – Beed (röst)
- Sofia Coppola – Saché
- Keira Knightley – Sabé
- Oliver Ford Davies – Sio Bibble
- Peter Serafinowicz – Darth Maul (röst)

### Svenska röster
Den svenska dubbningen visades bara på bio vid 2012 års nyrelease.
- Tommy Nilsson – Qui-Gon Jinn
- Anastasios Soulis – Obi-Wan Kenobi
- Rakel Wärmländer – drottning Amidala/Padmé
- Buster Isitt – Anakin Skywalker
- Johan Hedenberg – senator Palpatine/Darth Sidious
- Pernilla August – Shmi Skywalker
- Per Eggers – Sio Bibble
- Mattias Knave – kapten Panaka
- Kim Sulocki – Jar Jar Binks
- Nick Atkinson – C-3PO
- Andreas Nilsson – Yoda
- Jonas Bergström – kansler Valorum
- Stephan Karlsén – Boss Nass
- Anders Öjebo – Watto
- Roger Storm – Darth Maul
- Rafael Edholm – Mace Windu
- Christian Fex – Nute Gunray

- Regissör – Lasse Svensson, Hasse Jonsson, Justin Sloane
- Översättare – Anoo Bhagavan
- Inspelningstekniker – Hasse Jonsson
- Producent – Lasse Svensson
- Den svenska dubbningen producerades av Eurotroll[2]

## Om filmen
Lucas började filmproduktionen efter att ha dragit slutsatsen att specialeffekter inom film hade utvecklats till önskad nivå för att han skulle göra sin fjärde film i sagan. Inspelningen ägde rum under 1997 på olika platser, däribland Leavesden Film Studios och den tunisiska öknen. Specialeffekterna inkluderade omfattande användning av datoranimering (CGI), där några av karaktärerna och platserna inte existerade alls i verkligheten, utan datoriserades helt.
Det mörka hotet hade biopremiär den 19 maj 1999, sexton år efter premiären av föregående film i sagan, Jedins återkomst (1983). Filmens premiär åtföljdes av en omfattande mediebevakning och stor förväntan. Trots blandade recensioner av kritiker – som berömde actionsekvenserna och det visuella i stort, men kritiserade manuset, karakterisering och skådespel – tjänade filmen in 924,3 miljoner dollar världen över under dess första biorunda, vilket gjorde den till den Star Wars-film med högst brutto-inkomst och den film som tjänade in mest pengar under 1999. En återutgivning i 3D släpptes på bio i februari 2012, som har tjänat in ytterligare 101,9 miljoner dollar, vilket gjorde att filmen tjänat in över 1 000 000 000 dollar världen över och gick därmed in som nummer 9 på listan över de mest inkomstbringande filmerna någonsin.